# 井坂紘一郎
井坂 紘一郎（いさか こういちろう、1939年（昭和14年）11月15日 - ）は、日本の政治家。北海道出身。日本福祉大学社会福祉学部卒。北海道美唄市長。（1996年 - 2004年）を務めた。

## 略歴
日本福祉大学社会福祉学部を卒業後、1963年に北海道庁に入庁。空知支庁地方部福祉課長、道民生部福祉課課長補佐、道生活福祉部障害福祉課長、道生活福祉部次長、道生活福祉部青少年室長を経て、1996年に北海道庁を退職。美唄市長選挙に出馬し、自由民主党、社会民主党から推薦を受け当選。美唄市長に就任した。2000年の市長選は対立候補がおらず、市政史上初めて無投票での再選を果たした。2004年、3選を目指して出馬したが、自民党が自主投票に回るなど、地盤を固めきれなかったこともあり、元美唄市職員の桜井道夫に敗れた。2015年、春の叙勲で旭日双光章を受章した。

## 政策
- 天然記念物のマガンの飛来地・宮島沼のラムサール条約登録を推進した。同地は石狩川流域に存在し、田園地帯に近いこともあって、鳥による食害問題が発生していた。2002年3月に宮島沼保全活用計画を策定し、自然環境の保護と農家支援の両立に取り組むほか、観光・文化・教育的な活用も検討した。同年11月に宮島沼がラムサール条約に登録された[7][8]。
- 2003年6月、岩見沢市・美唄市・三笠市・栗沢町・月形町・北村は、北海道から合併重点支援地域に指定され、6市町村の合併について協議を行う空知中央地域任意合併協議会が設置された。井坂は、市民を対象に行われたアンケートで自立派が55.2%を超えたことなどを理由に、合併協からいちはやく脱退し、美唄市の自立を目指した[9][10]。